# Expedició 48
L'Expedició 48 va ser la 48a estada de llarga durada a l'Estació Espacial Internacional.
Jeffrey Williams, Aleksei Ovtxinin i Oleg Skripochka van ser transferits de l'Expedició 47. L'Expedició 48 va començar a partir de la sortida de la Soiuz TMA-19M el 7 de juliol de 2016 01:36 UTC i va concloure a partir de la sortida de la Soiuz TMA-20M el 6 de setembre de 2016. La tripulació de la Soiuz MS-01 van ser transferits a l'Expedició 49.

## Tripulació
| Posició            | Primera Part (Juny de 2016)               | Segona Part (Juliol a setembre de 2016)   |
| ------------------ | ----------------------------------------- | ----------------------------------------- |
| Comandant          | Jeffrey Williams, NASA Quart vol espacial | Jeffrey Williams, NASA Quart vol espacial |
| Enginyer del vol 1 | Aleksei Ovtxinin, RSA Primer vol espacial | Aleksei Ovtxinin, RSA Primer vol espacial |
| Enginyer del vol 2 | Oleg Skripochka, RSA Segon vol espacial   | Oleg Skripochka, RSA Segon vol espacial   |
| Enginyer del vol 4 |                                           | Anatoli Ivanishin, RSA Segon vol espacial |
| Enginyer del vol 5 |                                           | Takuya Onishi, JAXA Primer vol espacial   |
| Enginyer del vol 6 |                                           | Kathleen Rubins, NASA Primer vol espacial |